# Rtina
Rtina je selo u Zadarskoj županiji u općini Ražancu. 

## Zemljopis
Kao što i samo ime kaže, Rtina se smjestila na povišenom terenu na otprilike 43 metra nadmorske visine. U blizini Rtine se nalazi i Paški most kojim je otok Pag povezan s kopnom, a kroz Rtinu prolazi i lokalna cesta, koja njezinom prometnom položaju znatno povećava važnost, ali i olakšava dostupnost. U blizini Rtine, na otprilike 13 km udaljenosti, prolazi autocesta A1. Rtina je smještena oko 5 kilometara sjeverozapadno od sjedišta općine Ražanca, i oko 2 km sjeverno od brda Ljubljana na kojem se nalazi templarska utvrda.[nedostaje izvor] U blizini Rtine su 2 nacionalna parka: Paklenica, Plitvička jezera.

## Stanovništvo
| broj stanovnika |       |       | 297   | 358   | 407   | 468   | 400   |       | 793   | 840   | 760   | 639   | 464   | 576   | 473   | 452   | 443   |
|                 | 1857. | 1869. | 1880. | 1890. | 1900. | 1910. | 1921. | 1931. | 1948. | 1953. | 1961. | 1971. | 1981. | 1991. | 2001. | 2011. | 2021. |

## Povijest
Prvi pisani spomen Rtine seže u vrijeme pjesnika rođenog (16. st.) koji je spomenuo da je njegov pradjed za pokazanu hrabrost u boju s Mongolima od ugarsko-hrvatskog kralja Bele IV. nagrađen posjedima u selima Plemići, Brus i Oštri Rat, koji se danas naziva Rtina. U razdoblju od 1890. do 1921. selo se zvalo Hrtina.[nedostaje izvor] U Rtini postoji mala crkva posvećena sv. Šimunu Bogoprimcu, koja je podignuta u 19. stoljeću i srušena za vrijeme komunizma, točnije 1962. godine. Nakon dolaska slobode i demokracije, crkva je obnovljena 1990. godine i danas osim u vjerske svrhe služi i kao vidikovac s kojeg se pruža pogled na Rt Ljubljana te na cijelu uvalu Plemići.

## Poznate osobe
- Mirko Miočić, hrvatski kvizoman
- Stipe Miočić, američki borac mješovitih borilačkih vještina i višestruki prvak po UFC-u
- Juraj Baraković, hrvatski pjesnik